# James Shaffer
James Christian "Munky" Shaffer (født 6. juni 1970 i Los Angeles, Californien, USA) og er guitarist for nu-metal bandet, KoRn. Ifølge videoen, "Who Then Now?", er navnet Munky efter hans fødder der ligner abehænder.